# اوبرندورف (راینلاند-فالتس)
اوبرندورف (راینلاند-فالتس) (به آلمانی: Oberndorf) یک شهر در آلمان است که در دنرسبرگکرایس واقع شده‌است. اوبرندورف ۲۷۰ نفر جمعیت دارد.